# Steven Smith (jinete)
Steven Smith (Bingley, 22 de octubre de 1962) es un jinete británico que compitió en la modalidad de salto ecuestre. Es hijo del jinete Harvey Smith y hermano de Robert Smith.
Participó en los 1984, obteniendo una medalla de plata en la prueba por equipos (junto con Michael Whitaker, John Whitaker y Timothy Grubb).

## Palmarés internacional
| Juegos Olímpicos | Juegos Olímpicos             | Juegos Olímpicos | Juegos Olímpicos |
| Año              | Lugar                        | Medalla          | Categoría        |
| ---------------- | ---------------------------- | ---------------- | ---------------- |
| 1984             | Los Ángeles (Estados Unidos) | Medalla de plata | Por equipos      |